# 1954年の相撲
1954年の相撲（1954ねんのすもう）は、1954年の相撲関係のできごとについて述べる。

## 大相撲

### できごと
- 1月、初場所、蔵前仮設国技館で15日間。場所後、大関吉葉山の横綱推挙決定。
- 2月、名古屋準本場所15日間、横綱鏡里優勝。
- 3月、春場所、大阪府立体育会館で15日間。新横綱の吉葉山は病気で全休。
- 5月、夏場所、蔵前仮設国技館で15日間。千秋楽の土俵で元大関名寄岩が長年の土俵生活に対し表彰を受ける。
- 9月、蔵前国技館の落成開館式。相撲博物館も開館し、初代館長に酒井忠正。秋場所、蔵前国技館で15日間。秋場所を途中休場した横綱東富士引退、年寄錦戸襲名。文科省は相撲協会の財団法人としての在り方について説明を求める。
- 12月、年寄錦戸（元東富士）が廃業し、プロレスに転向。

### 本場所
- 一月場所（蔵前仮設国技館、10～24日）
幕内最高優勝 : 吉葉山潤之輔（15戦全勝,1回目）
  - 殊勲賞-若ノ花、敢闘賞-松登、技能賞-信夫山

十両優勝 : 鬼竜川光雄（13勝2敗）
- 三月場所（大阪府立体館、6～20日）
幕内最高優勝 : 三根山繼司（12勝3敗,1回目）
  - 殊勲賞-國登、敢闘賞-大天龍、技能賞-若瀬川

十両優勝 : 愛知山春雄（13勝2敗）
- 五月場所（蔵前仮設国技館、8～22日）
幕内最高優勝 : 栃錦清隆　（14勝1敗,3回目）
  - 殊勲賞-松登、敢闘賞-北ノ洋、技能賞-北ノ洋

十両優勝 : 若ノ海周治（13勝2敗）
- 九月場所（蔵前国技館、19～10月3日）
幕内最高優勝 : 栃錦清隆　（14勝1敗,4回目）
  - 殊勲賞-若ノ花、敢闘賞-宮錦、技能賞-信夫山

十両優勝 : 白龍山慶祐（12勝3敗）

## 誕生
- 1月1日 - 天ノ山静雄（最高位：前頭筆頭、所属：時津風部屋、+ 1997年【平成9年】）[1]
- 3月31日 - 貴羽山善之（最高位：十両10枚目、所属：宮城野部屋）
- 4月7日 - 琴若央雄（最高位：前頭2枚目、所属：佐渡ヶ嶽部屋、+ 2016年【平成28年】）[1]
- 4月12日 - 魄龍弘（最高位：十両筆頭、所属：鏡山部屋）[2]
- 5月21日 - 影虎和彦（最高位：前頭11枚目、所属：九重部屋）[3]
- 7月10日 - 白竜山憲史（最高位：前頭13枚目、所属：時津風部屋、+ 2021年【令和3年】）[4]
- 7月22日 - 玉龍大蔵（最高位：小結、所属：片男波部屋）[5]
- 10月31日 - 栃赤城雅男（最高位：関脇、所属：春日野部屋、+ 1997年【平成9年】）[6]

## 死去
- 5月16日 - 海光山大五郎（最高位：前頭2枚目、所属：二所ノ関部屋→粂川部屋→二所ノ関部屋、* 1900年【明治33年】）[7]
- 7月19日 - 大緑仁吉（最高位：前頭3枚目、所属：高砂部屋、* 1880年【明治13年】）[8]
- 11月2日 - 吉野岩畄吉（最高位：前頭5枚目、所属：出羽海部屋、* 1906年【明治39年】）[9]